# Australotorbowe
Australotorbowe (Australidelphia) – nadrząd ssaków z infrarzędu torbaczy (Marsupialia), obejmujący gatunki występujące w australijskiej krainie zoogeograficznej.

## Systematyka
Do nadrzędu należą następujące rzędy:
- Dasyuromorphia Gill, 1872 – niełazokształtne
- Diprotodontia R. Owen, 1877 – dwuprzodozębowce
- Microbiotheria F. Ameghino, 1889 – torbikowce
- Notoryctemorphia Kirsch, 1977 – kretoworokształtne
- Peramelemorphia Kirsch, 1968 – jamrajokształtne

Rodzaj wymarły nie sklasyfikowany w żadnym z powyższych rzędów:
- Djarthia Godthelp, Wroe & M. Archer, 1999[5] – jedynym przedstawicielem był Djarthia murgonensis Godthelp, Wroe & M. Archer, 1999

## Filogeneza
Możliwy kladogram Australidelphia
```
o 
Australidelphia

|?- †
Yingabalanaridae

|--o 
Microbiotheria
 (beztorbiki)
|  `-- 
Microbiotheriidae

`--o 
Eometatheria

   |?- †
Yalkaperidontidae

   |-- 
Notoryctidae
 (krety workowate)
   `--+?-o 
Tarsipedioidea

      |  `-- 
Tarsipedidae
 (ostronogi)
      |--o 
Dasyuromorphia
 (niełazokształtne)
      |  |-- †
Thylacinidae
 (wilki workowate)
      |  `--+-- 
Myrmecobiidae
 (mrówkożerowate)
      |     `-- 
Dasyuridae
 (niełazowate)
      `--o 
Syndactylia

         |--o 
Peramelia

         |  |--o †
Yaraloidea

         |  |  `-- †
Yaralidae

         |  `--o 
Perameloidea

         |     |-- 
Peramelidae

         |     `-- 
Peroryctidae
 (jamrajowate)
         `-- 
Diprotodonta
```